# Novosti (tjednik)
Novosti su politički i društveni tjednik Srba u Hrvatskoj sa sjedištem u Zagrebu. Izdaje ga Srpsko narodno vijeće, izabrano političko, savjetodavno i koordinacijsko tijelo srpske zajednice osnovano 1997. temeljem Erdutskog sporazuma. Prvi broj tjednika izdan je u prosincu 1999., kad je distribuiran unutar srpske zajednice. Od 4. prosinca 2009. tjednik se prodaje na kioscima diljem Hrvatske. Novosti se opisuju kao »samostalni srpski tjednik«, a često na kritičan ili satiričan način komentiraju političke, društvene ili kulturne događanje u Hrvatskoj i inozemstvu. Tjednik s povećanom pozornošću prati rad institucija srpske zajednice i događaje značajne za nju.
Godine 2009. naklada tjednika bila je 8000 primjeraka, a glavni urednik bio je Ivica Đikić, koji je prethodno radio u Novom listu. S vremenom je tjednik objavio veći broj intervjua sa sugovornicima kao što su Noam Chomsky, Etgar Keret, Zygmunt Bauman, Henry Giroux, Srećko Horvat, Milorad Pupovac, Chris Hedges, Jacques Rancière, Vivek Chibber, Filip David, Georges Wolinski, Mladen Ivanić, Vesna Teršelič, Andrej Nikolaidis i Mirjana Karanović.
Početkom 2019. Novosti su svečano obilježile izlazak 1000. broja. Svečanost je priređena u zgradi Hrvatskog novinarskog društva, a pohodili su je Milorad Pupovac, Nadežda Čačinovič, Budimir Lončar, Ivica Đikić, Vesna Teršelič, Drago Pilsel i Hrvoje Klasić, ali i veleposlanici Srbije, Slovenije i Norveške u Hrvatskoj. Predsjednik Hrvatskog novinarskog društva Hrvoje Zovko tom je prigodom izjavio kako su Novosti "odavno prerasle okvire manjinskog glasila" i da se u njima "između ostaloga, osjeti i duh legendarnog Feral Tribunea”.

## Povijest
Prvi sastanak predsjedništva novoosnovanog Srpskog narodnog vijeća održana je u Radničkom domu 12. i 13. studenog 1997. pri čemu je predstavljen izvještaj o novom medijskom projektu Novosti. Sjedište nove publikacije, osnovane u kontekste okončanja UNTAES-ove uprave, u početku je bilo u Vukovaru sa dopisništvom u Zagrebu te je Vlada Republike Hrvatske odvojila 800,000 HRK za početak izdavanja publikacije.
Srpsko narodno vijeće pokrenulo je tjednik 1999. Tad su Novosti bile snažno usredotočene na život srpske manjine. Od prvog broja tekst tjednika pisan je i ćirilicom i latinicom te su tekstovi na oba pisma pisani i ijekavskim i ekavskim govorom te uključujući leksike cijelog srednjojužnoslavenskog dijasustava. U početku je objavljivan u manjoj nakladi jer su ga distribuirale organizacije i mreže srpske zajednice u Hrvatskoj.
Godine 2009. tjednik je temeljito preuređen radi otvaranja prema hrvatskom društvu u cjelini i inzistiranja na pravu srpske manjine da se bavi svim relevantnim društvenim temama, a ne samo manjinskim. Znatan dio prostora posvećen je temama od općeg interesa, komentarima i istraživačkom novinarstvu. Tjedniku su se pridružili bivši novinari Feral Tribunea, a postao je dostupan i na novinskim kioscima.

## Kritika
Tjednik je česta meta kritika braniteljskih udruga i desno orijentiranih organizacija i pojedinaca. Intenzitet i učestalost napada i kritika doveo je u travnju 2017. i do reakcije organizacije Reporteri bez granica koji su osudili „kampanju tužbi i verbalnih napada koju već nekoliko mjeseci hrvatske nacionalističke grupe orkestriraju protiv Novosti”. Iste godine Vijeće Europe uvrstilo je slučaj spaljivanja tjednika Novosti pred zgradom redakcije u svoju bazu Media freedom alerts.
Treći predsjednik Republike Hrvatske Ivo Josipović prvi je put negativno kritizirao uređivačku politiku tjednika Novosti 2010. kad je naslovnica Novosti objavila oborene zrakoplove MiG Hrvatske vojske uz natpis "Obadva, obadva su pala" parodirajući ratni slogan iz 1991. izrečen pri obaranju dva MiG-a JNA u okolici Šibenika. Redakcija je po objavi naslovnice zaprimila prijetnje smrću, dok je i predsjednik Hrvatskog helsinškog odbora Ivan Zvonimir Čičak izjavio da je riječ o "ruganju hrvatskim svetinjama". Milorad Pupovac složio se s predsjednikom da su se Novosti u provokaciji neoprezno zaigrale, nakon čega je smijenjen glavni urednik Rade Dragojević (od tada odgovorni urednik), a zamijenio ga je Ivica Đikić.
Kritike su postale oštrije 2012. kad su Novosti pisale o ranijoj ulozi predsjednika Republike u ZAMP-u, stručnoj službi zaštite autorskih muzičkih prava Hrvatskog društva skladatelja, gdje je Josipović kao čelni čovjek te institucije omogućio svom prijatelju ubiranje milijunskih profita. Predsjednik Josipović je u oštroj reakciji prozvao predsjednika Srpskog narodnog vijeća Milorada Pupovca i optužio ga za bavljenje etnobiznisom (termin koji su naknadno preuzeli kritičari s desnice), nedovoljno činjenje za Srbe a puno za sebe, za reketiranje svih hrvatskih vlada i za proizvodnju međuetničkih sukoba niskog intenziteta.